# Metappana
Metappana là một chi bướm đêm thuộc họ Noctuidae.

## Loài
- Metappana crescentica (Hampson, 1910)